# Prager Operation
1941: Białystok-Minsk – Dubno-Luzk-Riwne – Smolensk – Uman – Kiew – Odessa – Leningrader Blockade – Wjasma-Brjansk – Charkow – Rostow – Moskau – Tula

1942: Rschew – Charkow – Ljuban/Wolchow – Kertsch/Sewastopol – Fall Blau – Kaukasus – Stalingrad – Operation Mars

1943: Woronesch-Charkow – Operation Iskra – Nordkaukasus – Charkow – Kursk – Orjol – Donez-Mius – Donbass – Belgorod-Charkow – Smolensk – Dnepr – Kiew

1944: Dnepr-Karpaten – Leningrad-Nowgorod – Krim – Wyborg–Petrosawodsk – Operation Bagration – Lwiw-Sandomierz – Jassy–Kischinew – Belgrad – Petsamo-Kirkenes – Baltikum – Karpaten – Ungarn

1945: Kurland  – Weichsel-Oder – Ostpreußen – Westkarpaten – Niederschlesien – Ostpommern – Plattensee – Oberschlesien – Wien – Oder – Berlin – Prag
Die Prager Operation (russisch Пражская операция) war während des Zweiten Weltkrieges die letzte große Offensive der Roten Armee in Zentraleuropa. Bei der vom 6. bis zum 11. Mai 1945 durchgeführten Operation wurde die noch intakte deutsche Heeresgruppe Mitte im Raum östlich von Prag durch drei sowjetische Fronten eingekesselt und zur Kapitulation gezwungen.

## Hintergrund
Am 25. April 1945 waren amerikanische (1. US-Armee) und sowjetische Truppen (5. Gardearmee) bei Torgau aufeinander getroffen; die letzte Verbindung der deutschen Heeresgruppe Weichsel zur Heeresgruppe Mitte war damit abgeschnitten. Der deutsche Widerstand im Raum Berlin war schwächer als angenommen und der siegreiche Abschluss der Schlacht um Berlin konnte als gesichert gelten. Weil die Stawka einen weiteren Vorstoß der Amerikaner über die Elbe auf Dresden und Prag befürchtete, beschleunigte sie Ende April ihre geplante Offensive gegen die rückwärtigen Verbindungen der Heeresgruppe Mitte. Die deutschen Truppen in Breslau kapitulierten am 6. Mai, vier Tage nachdem die letzten Verteidiger Berlins die Waffen niedergelegt hatten.
Am 5. Mai war der Prager Aufstand gegen die deutsche Besatzungsmacht ausgebrochen, die Aufständischen riefen die Alliierten zur Unterstützung auf. Am Morgen des 6. Mai waren bereits über 1.000 Barrikaden errichtet worden. Die Aufständischen hatten die Hälfte der Stadt unter ihre Kontrolle bringen können. Die über die ganze Stadt verteilten deutschen Garnisonen waren ausgeschaltet worden. Am 6. Mai versuchten außerhalb der Stadt liegende deutsche Kräfte, wichtige verlorene Positionen zurückzuerobern. Nachdem das V. Korps der 3. US-Armee die Stadt Pilsen in Westböhmen erreicht hatte, waren die Hoffnungen der Prager Aufständischen groß, dass amerikanische Truppen bald die etwa 100 km östlich Pilsens liegende Hauptstadt erreichen würden. Unbekannt war aber, dass eine mit der sowjetischen Führung vereinbarte Demarkationslinie 70 km entfernt von Prag verlief, die von den Truppen General Pattons nicht überschritten werden durfte. Während des deutschen Gegenangriffes bot die 1. ROA-Division (Oberst  Bunjatschenko), die bisher gegen die Rote Armee kämpfte, einen Frontwechsel an, den die Aufständischen aber nicht annahmen.

## Aufmarsch
Die 1. Ukrainische Front unter Marschall Iwan Konew wurde bestimmt, den Hauptstoß zu führen, musste aber noch die Umgruppierung der 3. Garde-Panzerarmee (General Rybalko) aus Berlin abwarten. Zusammen mit den Armeen der 2. und der 4. Ukrainische Front unter Malinowski und Jerjomenko hatte Konews Truppen zusammen 2.028.000 Soldaten, 30.500 Geschütze, 2.000 Panzer und 3.000 Flugzeuge.
Die eingekreiste Heeresgruppe Mitte unter Generalfeldmarschall Schörner stand noch großräumig am rechten Flügel mit der 4. Panzerarmee (General der Panzertruppe Gräser) und der 17. Armee (General der Infanterie Hasse) mit Front nach Norden in Sachsen und im Sudetenland sowie mit der 1. Panzerarmee (General der Panzertruppe Nehring) in Gebirgsstellungen in der zentralen Slowakei. Die deutsche 8. Armee (General der Gebirgstruppe Kreysing) der Heeresgruppe Ostmark war unter dem Druck der 2. Ukrainischen Front durch Mähren zurückgedrängt worden und wurde am 27. April der Heeresgruppe Mitte unterstellt. Diese Truppen versuchten aus dem Raum Zwettl (nördliches Niederösterreich) über die Thaya nach Znaim in Richtung Budweis zurückzugehen, um noch in amerikanische Gefangenschaft zu kommen. Die Heeresgruppe Mitte und die Reste der 8. Armee konnten der Übermacht der Roten Armee noch 860.000 bis 900.000 Soldaten, 9.700 Geschütze und etwa 300 Panzer entgegenstellen.

## Verlauf

### Offensive der 1. Ukrainischen Front
Die rechte Flanke der 1. Ukrainischen Front unter Marschall Konew begann aus dem Raum Döbeln die Offensive nach Prag. Der einen Tag früher als geplant erfolgte Angriff wurde durch die 2. Luftarmee unter Generalleutnant Krassowski unterstützt. Die an der Spitze stehende 3. und 4. Garde-Panzerarmee erreichte am linken Elbe-Ufer vorstoßend am Abend des 7. Mai das nördliche Erzgebirge. Die Flanken begleiteten links die 13. Armee (General Puchow) und rechts die 3. Gardearmee (General Gordow). Aus der Oberlausitz griffen die 28. und 52. Armee in Richtung auf Löbau und Görlitz gegen die Front der deutschen 4. Panzerarmee an. Während etwas verzögert auch die 3. Gardearmee an der Elbe in Richtung Meißen vorging, verblieben die Truppen des linken Flügels (31., 21. und 59. Armee) der 1. Ukrainischen Front gegenüber dem Riesengebirge vorerst an der Linie Reichenberg und nördlich des Glatzer Schneegebirges in ihren Verteidigungsstellungen. Die dadurch rechts umgangene sächsische Hauptstadt Dresden wurde eingekreist, aber erst am 8. Mai durch die in zweiter Staffel nachgezogene 5. Gardearmee (Generaloberst Schadow) besetzt.

### Offensive der 2. und 4. Ukrainischen Front
Am Morgen des 7. Mai begann auch die 4. Ukrainische Front (1. Garde-, 38., 60. und 18. Armee) beidseitig der Mährischen Pforte ihre Offensive in Richtung auf Olmütz. Im Verband der sowjetischen 18. Armee (General Gastilowitsch) wurde das Tschechoslowakische 1. Armeekorps unter General Ludvik Svoboda eingesetzt. Die Bodentruppen wurden von der 8. Luftarmee unter Generalleutnant W. N. Schdanow unterstützt. Um einer drohenden Einkesselung zu entgehen, zog sich die deutsche 17. Armee zwischen Reichenberg und Gablonz auf das Lausitzer Gebirge zurück. Die polnische 2. Armee nahm am 8. Mai die Stadt Bautzen ein und die sowjetische 52. Armee (General Korotejew) besetzte Görlitz. Am selben Tag wurden im Westen die tschechischen Städte Teplitz, Bilin und Brüx und im Osten Olmütz befreit.
Der Generalangriff der 2. Ukrainische Front (Marschall Malinowski) zwischen Znaim und Brünn mit allgemeiner Stoßrichtung auf Prag wurde ebenfalls am 7. Mai eröffnet. Der Angriff dieser Front wurde nicht nur durch die 5. Luftarmee (Generaloberst Gorjunow), sondern auch durch die 17. Luftarmee (Generaloberst W. A. Sudetz) der 3. Ukrainischen Front unterstützt. Die noch zwischen Troppau und Zlin in einem östlichen Frontbogen konzentrierte deutsche 1. Panzerarmee zog sich vor der drohenden Abschneidung nach Olmütz zurück.
Während das 5. Garde-Panzerkorps (General Saweljew) der 6. Garde-Panzerarmee (General Krawtschenko) als Spitze der in Mähren konzentrierten 2. Ukrainischen Front (Marschall Malinowski) ihren Vormarsch aus dem Raum Brünn über Iglau in Richtung Prag aufnahm und die 40. und 53. Armee (Generalleutnant Managarow) von Süden her auf Ölmütz vorgingen, besetzte die südlich begleitende 7. Gardearmee (Generalleutnant Schumilow) am 8. Mai die Stadt Znaim. Südlich davon führte die 9. Gardearmee (Generaloberst Glagolew) und die am linken Flügel bis Korneuburg reichende 46. Armee (Generalleutnant Petruschewski) ihren Vorstoß in Richtung auf Tábor und Budweis.
Dem deutschen XXXXIX. Gebirgskorps (General von Le Suire), verblieb für den Rückzug auf Olmütz am 7. Mai nur noch ein schmaler Korridor. Die am 8. Mai auf Prossnitz zurückgehende 97. Jäger-Division versuchte sich vergeblich in den Raum Deutschbrod-Iglau abzusetzen. Die 4. Gebirgs-Division bekam erst am 8. Mai den Befehl zum Absetzen hinter die March. Die 1. Ski-Jäger-Division erreichte am gleichen Tag Landskron um von dort 45 Kilometer ostwärts auf die Linie Königgrätz-Pardubitz zurückzugehen. Alle Straßen waren von zurückflutenden Truppenteilen verstopft, zudem versperrten durchgebrochene sowjetische Truppen die nach Westen führenden Straßen.

### Befreiung von Prag
Die 3. und 4. Garde-Panzerarmee (General Leljuschenko) der 1. Ukrainischen Front rückten während der Nacht zum 9. Mai fast 80 Kilometer ohne Widerstand vor und besetzten am 9. Mai morgens zusammen mit tschechischen Aufständischen die Hauptstadt Prag. Dadurch wurden die Hauptkräfte der deutschen 4. Panzer- und 17. Feldarmee im Raum nördlich und östlich von Prag an der oberen Elbe bis Pardubitz eingeschlossen.
Am selben Tag trafen um 10:00 Uhr aus dem Osten die Vorhut der 4. Ukrainischen Front, die 302. Schützen-Division der 60. Armee (Generaloberst P. A. Kurotschkin) und mobile Kräfte der 38. Armee (Generaloberst K. S. Moskalenko) vor Prag ein.
Erst 13 Stunden nach der Besetzung Prags kamen vom Süden her die Truppen der 2. Ukrainischen Front, die 6. Gardepanzerarmee voran mit dem 24. Schützenkorps an. Dahinter folgte das 7. Panzerkorps (Generalmajor F. G. Katkow) der mechanisierten Kavalleriegruppe des Generals Issa A. Plijew.

### Die Kapitulation

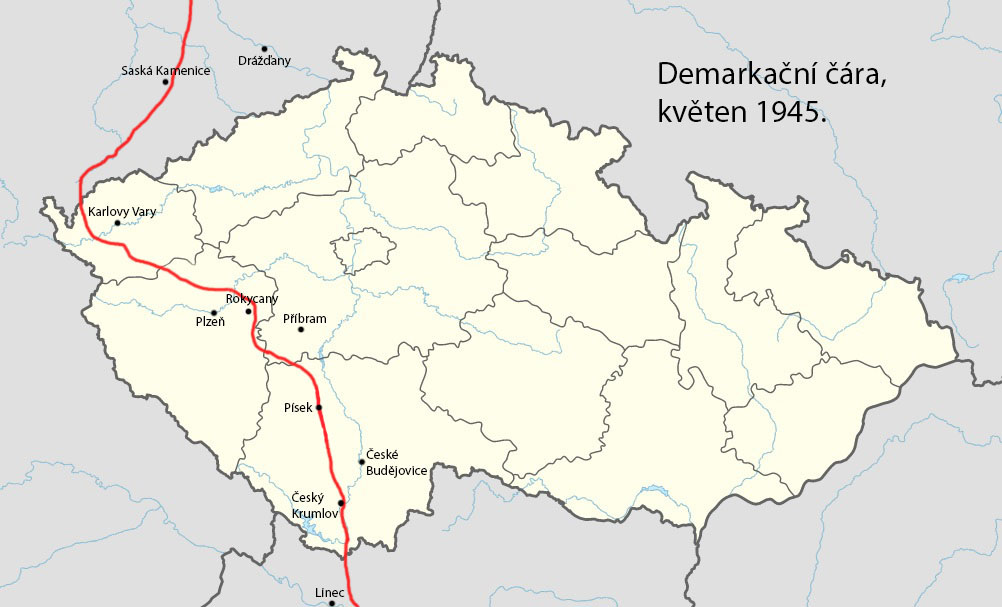
Demarkationslinie zwischen Roter Armee (rechts) und US-Armee (links) im Mai 1945

Hitler hatte in seinem Testament den fanatisierten Generalfeldmarschall Schörner noch am 30. April zum Oberbefehlshaber des Heeres bestimmt. Obwohl die deutsche Wehrmacht bereits am 7. Mai gegenüber den westlichen Alliierten kapituliert hatte, kämpfte die Masse der eingeschlossenen Verbände gegen die Rote Armee weiter. Einerseits wurde die offizielle Radiomeldung der deutschen Kapitulation von Schörner als falsch deklariert, anderseits versuchte jeder Soldat, der sowjetischen Gefangenschaft zu entgehen.
Die Reste der am Südabschnitt separat stehenden 8. Armee (XXXXIII. Armeekorps und IV. Panzerkorps) stellten die Kampfhandlungen nach Erreichen der Demarkationslinie am 8. Mai ein. Die Amerikaner im Raum Budweis nahmen die Kapitulation aber nicht an. Das Panzerkorps „Feldherrnhalle“ wurde nach einiger Zeit wieder an die sowjetischen Streitkräfte ausgeliefert. Am 8. Mai brachte eine amerikanische Delegation unter Oberstleutnant Robert Pratt die deutsche Kapitulationsurkunde in Schörners Hauptquartier nach Velichovky. Am nächsten Tag floh Schörner in Zivilkleidung und mit einigen tausend Mark aus der Stabskasse in einem Kleinflugzeug vom Typ Fieseler Storch auf eine Alm in Göriach (Österreich), wo er von amerikanischen Truppen gefangen genommen wurde. Ohne Chance, aus dem Kessel zu entkommen, mussten die immer enger zusammengedrängten deutschen Truppen der Heeresgruppe Mitte am 10. und 11. Mai kapitulieren und gerieten in sowjetische Kriegsgefangenschaft.
Am 10. Mai traf die Rote Armee entlang der westlichen Demarkationslinie bei Chemnitz (13. Armee) und am 11. Mai bei Budweis (46. Armee) auf Einheiten der 3. US-Armee.

## Verluste und Folgen
Die Rote Armee drang mit drei Heeresfronten auf einer rundum 1200 Kilometer breiten Front durchschnittlich 160 bis 200 Kilometer tief ins zentrale Böhmen ein, machte nach eigenen Angaben 860.000 Gefangene und erbeutete 9500 Geschütze, 1800 Panzer und 1100 Flugzeuge. Gleichfalls nach sowjetischen Angaben betrugen die eigenen Verluste 11.165 Tote und 38.083 Verwundete, zusammen 49.348 Soldaten. 390.000 Teilnehmer der Operation (40.000 davon Bürger der Tschechoslowakei) bekamen die Medaille „Für die Befreiung Prags“. Eine genaue Anzahl an Verlusten der Heeresgruppen Mitte und Ostmark während der Operation ist nicht bekannt. Nur bekannt ist, dass circa 860.000 Wehrmachtsangehörige und 80.000 Angehörige von SS und Militärpolizei in die Kriegsgefangenschaft überführt wurden.